# Język dandzongka
Język dandzongka (transliteracja Wyliego: 'bras-ljongs-skad, alternatywne nazwy: język sikkimski, język bhotia) – język z grupy tybetańskiej, używany przez Bhotiów w Sikkimie. Blisko spokrewniony z dzongkha, oficjalnym językiem Bhutanu. Zapisywany jest alfabetem tybetańskim. Nazwa dandzongka, używana przez samych użytkowników tego języka, pochodzi od tybetańskiej nazwy Sikkimu, Dandzong (dosłownie „Ryżowa Dolina”).